# Ricardo II de Normandía
Ricardo II de Normandía (Normandía, 23 de agosto del 963-Ibídem, 28 de agosto del 1026), llamado el Bueno, fue el hijo mayor de Ricardo I y de Gunnora de Crepon.

## Vida
Sucedió a su padre como duque de Normandía en 996. En su minoría de edad, Ricardo resistió una insurrección campesina bajo la regencia de Rodolfo de Ivry y ayudó al rey Roberto II de Francia contra el Ducado de Borgoña. También repelió un ataque inglés sobre la península de Cotentin que fue liderado por Etelredo II de Inglaterra. Asimismo persiguió una reforma de los monasterios normandos.
Ricardo intentó mejorar las relaciones con Inglaterra a través del matrimonio de su hermana Emma con el Rey Etelredo, pero ella desagradó a los ingleses. De cualquier forma, esta conexión significó más tarde una de las razones que utilizó su nieto Guillermo el Conquistador para reclamar el trono de Inglaterra.
En 996 se casó con Judith de Bretaña (982-1017), hija de Conan I, Duque de Bretaña. Con ella tuvo la siguiente descendencia:
- Ricardo (997-1027), Duque de Normandía en 1027
- Adelaida (n. 1003/5), casada con Reginaldo I de Borgoña
- Roberto (c. 1000-1035), Duque de Normandía entre 1027 y 1035
- Guillermo (1007/9-1025), monje en Fécamp
- Leonor (1011/3-1071), casada con Balduino IV de Flandes
- Matilde (1013/5-1033), monja en Fecamp

Luego de la muerte de su primera esposa, Ricardo contrajo matrimonio con Papia de Envermeu, con la que tuvo dos hijos:
- Mauger (n. c. 1019), Arzobispo de Ruan entre 1037 y 1054
- Guillermo (n. 1020/5), conde de Arques (Paso de Calais)

Según la tradición, Ricardo tuvo una tercera esposa llamada Estrid, hija de Svend I Forkbeard, rey vikingo de Dinamarca, Noruega, e Inglaterra, y de Sigrid la Altiva. Esto es muy improbable, debido a la situación política de aquel momento.